# 馬洛洛斯憲法
1899年憲法（西班牙語：Constitución Política de 1899）又常被非正式地稱作馬洛洛斯憲法，是菲律賓第一共和國的基本法。它是由費利佩·卡德隆起草，並經阿波里納里奧·馬比尼和佩德羅·帕特諾提案至馬洛洛斯國會通過。1898年後期在經過長時間的辯論後，該法案於1899年1月21日頒布。

## 外部連結
- A collection of Philippine Constitutions （页面存档备份，存于）
- The 1899 Malolos Constitution in Spanish with a side-by-side English translation （页面存档备份，存于）
- Biak-na-Bato Constitution
- Official Website of Barasoain Church （页面存档备份，存于）